# Evening Standard
Evening Standard — британская ежедневная вечерняя газета, издающаяся в Лондоне.

## История
Принадлежит Александру Лебедеву и Евгению Лебедеву (с 2009 года) — 74,1 %, и британской медиа-группе Daily Mail and General Trust — 24,9 %. Основана в 1827 году под названием Standard, под современным названием с 1859 года. В 2009 году стала бесплатной. Основная тематика — городские новости. Выходит с понедельника по пятницу. Распространяется в Лондоне и близлежащих графствах.
За 2018 и 2019 год убытки издания составили 23 млн фунтов стерлингов, более 80 % доходов гененрировала реклама.
1 апреля 2020 года было объявлено о прекращении выпуска еженедельного журнала ES Magazine.
Evening Standard входит в медиахолдинг ESI Media, который также контролирует онлайн-издание The Independent и телеканал London Live.